# Argyreia vahibora
Espèce
Argyreia vahibora est une espèce de plantes de la famille des Convolvulaceae, endémique de Madagascar.